# (456826) 2007 TH422
(456826) 2007 TH422, também escrito como (456826) 2007 TH422, é um objeto transnetuniano que está localizado no Cinturão de Kuiper, uma região do Sistema Solar. Este corpo celeste é classificado como um plutino, pois, o mesmo está em uma ressonância orbital de 2:3 com o planeta Netuno. Ele possui uma magnitude absoluta de 7,7 e tem um diâmetro estimado com 127 km.

## Descoberta
(456826) 2007 TH422 foi descoberto no dia 3 de outubro de 2007 pelos astrônomos A. C. Becker, A. W. Puckett e J. Kubica.

## Órbita
A órbita de (456826) 2007 TH422 tem uma excentricidade de 0,276 e possui um semieixo maior de 39,327 UA. O seu periélio leva o mesmo a uma distância de 28,478 UA em relação ao Sol e seu afélio a 50,175 UA.